# Feuerwehr- und Katastrophenschutz-Einsatzmedaille
Die Feuerwehr- und Katastrophenschutz-Einsatzmedaille des Landes Nordrhein-Westfalen wurde 2016 vom nordrhein-westfälischen Innenminister Ralf Jäger gestiftet. Sie wird zur Anerkennung und Würdigung der Teilnahme an einem besonderen Einsatz auf dem Gebiet des Brand- oder Katastrophenschutzes im Land Nordrhein-Westfalen verliehen. Ausgezeichnet werden können Angehörige der Feuerwehren, Bedienstete, die einer Laufbahn des feuerwehrtechnischen Dienstes angehören, Angehörige der im Katastrophenschutz mitwirkenden Hilfsorganisationen oder von Regieeinheiten sowie Angehörige der Bundesanstalt Technisches Hilfswerk.

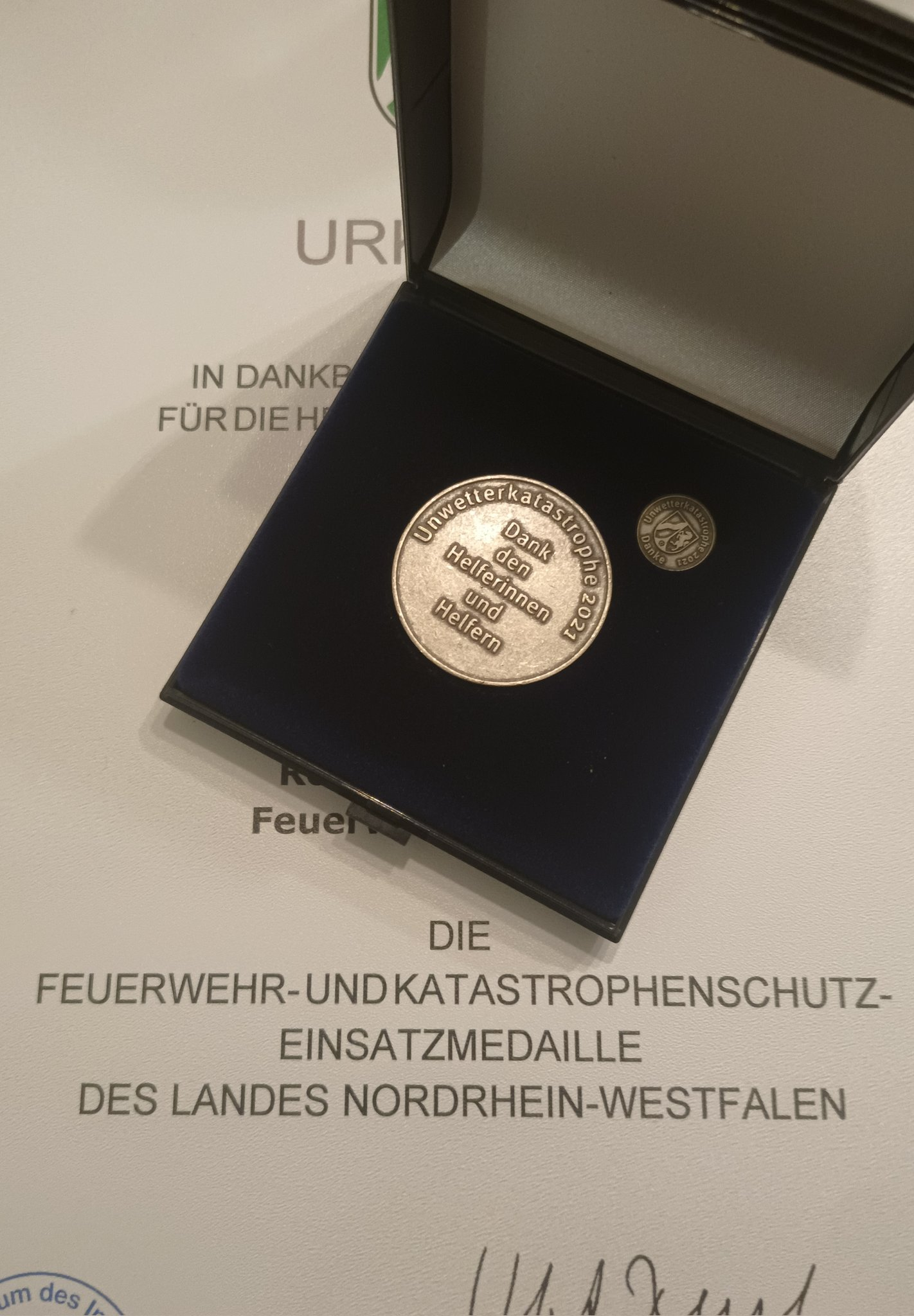
Feuerwehr- und Katastrophenschutz-Einsatzmedaille

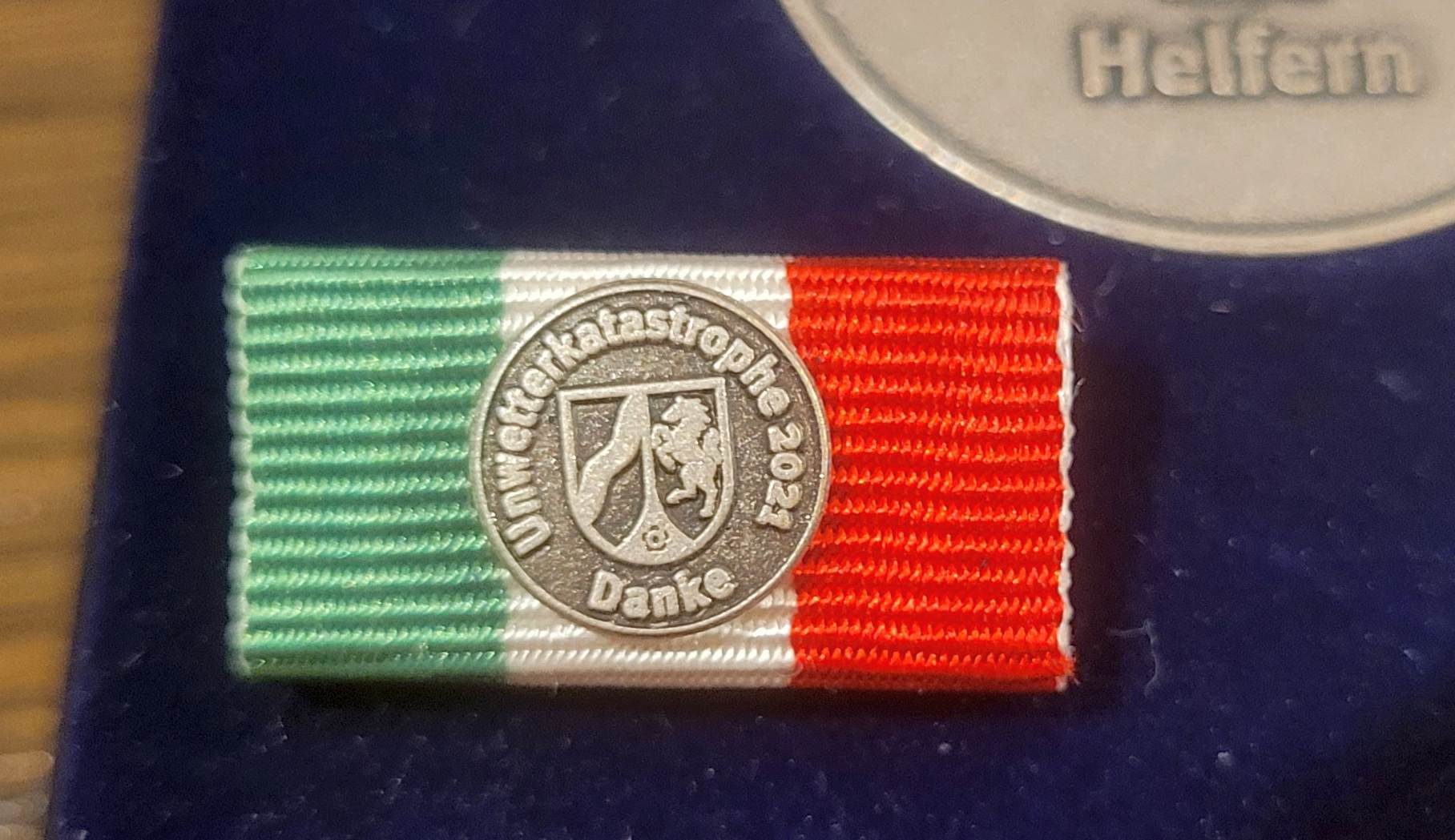
Bandschnalle

Die Verleihung und Gestaltung der Einsatzmedaille wird durch das Gesetz über die Stiftung von Feuerwehr- und Katastrophenschutz-Ehrenzeichen von 2016 geregelt. Die Feuerwehr- und Katastrophenschutz-Einsatzmedaille ist silbern und trägt auf der Vorderseite die Kurzbezeichnung des Einsatzes mit nachfolgender Jahreszahl sowie den Schriftzug „Dank den Helferinnen und Helfern“. Auf der Rückseite ist das Landeswappen Nordrhein-Westfalens eingeprägt. Die Medaille kann als Ansteckpin getragen werden.

## Verleihungen
Die Medaille wurde erstmalig im Jahr 2022 für den Unwettereinsatz in NRW 2021 durch Innenminister Herbert Reul verliehen. Etwa 62.000 Einsatzkräfte wurden ausgezeichnet.
Mit Erlass vom 19. Oktober 2021 wurde der Kreis der Empfänger aus Anlass der Unwetterkatastrophe auf Angehörige von Polizeien erweitert. Die Verleihung erfolgt analog zur Feuerwehr- und Katastrophenschutzeinsatzmedaille.